# Jack Johnson (calciatore 1919)
Jack Johnson (Newcastle upon Tyne, 12 febbraio 1919 – 1975) è stato un calciatore inglese, di ruolo centrocampista.

## Carriera
Inizia la carriera nell'Huddersfield Town, militando con i Terriers dal 1936 al 1939 nella massima serie inglese, raggiungendo la finale della FA Cup 1937-1938, persa contro il Preston N.E..  
Nel 1939 passa al Grimsby Town, ma a causa dello scoppio della seconda guerra mondiale, riprenderà con i Mariners l'attività ufficiale sono nel 1946, giocando due stagioni nella massima inglese, retrocedendo in cadetteria al termine della First Division 1947-1948.
Nel 1948 passò allo Shrewsbury Town.